# Meridià 174 a l'est
El meridià 174 a l'est del meridià de Greenwich és una línia de longitud que s'estén des del pol Nord a través de l'oceà Àrtic, Àsia, l'oceà Pacífic, Nova Zelanda, l'oceà Antàrtic, i l'Antàrtida fins al pol Sud.
El meridià 174 es forma a l'est del cercle màxim amb el meridià 6 a l'oest.Com tots els altres meridians, la seva longitud correspon a una semicircumferència terrestre, uns 20.003,932 km. Al nivell de l'Equador, és a una distància del meridià de Greenwich de 19.370 km.

## De Pol a Pol
A partir del pol Nord i direcció sud cap al pol Sud, el meridià 174 a l'est passa per:
| Coordenades                               | País, territori o mar      | Notes |
| ----------------------------------------- | -------------------------- | --- |
| 90° 0′ N, 174° 0′ E / 90.000°N,174.000°E  | Oceà Àrtic                 | |
| 72° 58′ N, 174° 0′ E / 72.967°N,174.000°E | Mar de la Sibèria Oriental | |
| 69° 51′ N, 174° 0′ E / 69.850°N,174.000°E | Rússia                     | Districte autònom de Txukotka Krai de Kamtxatka — de 62° 27′ N, 174° 0′ E / 62.450°N,174.000°E                  |
| 61° 42′ N, 174° 0′ E / 61.700°N,174.000°E | Mar de Bering              | |
| 52° 44′ N, 174° 0′ E / 52.733°N,174.000°E | Estats Units               | Alaska — Illa Nizki                                                                                             |
| 52° 43′ N, 174° 0′ E / 52.717°N,174.000°E | Oceà Pacífic               | Passant just a l'est de l'Atol d'Abemama, Kiribati (a 0° 20′ N, 173° 57′ E / 0.333°N,173.950°E)                 |
| 35° 7′ S, 174° 0′ E / 35.117°S,174.000°E  | Nova Zelanda               | Illa del Nord — Península del Nord                                                                              |
| 36° 16′ S, 174° 0′ E / 36.267°S,174.000°E | Oceà Pacífic               | |
| 39° 5′ S, 174° 0′ E / 39.083°S,174.000°E  | Nova Zelanda               | Illa del Nord — passant just a l'oest de la ciutat de New Plymouth (a 39° 4′ S, 174° 4′ E / 39.067°S,174.067°E) |
| 39° 33′ S, 174° 0′ E / 39.550°S,174.000°E | Oceà Pacífic               | |
| 40° 55′ S, 174° 0′ E / 40.917°S,174.000°E | Nova Zelanda               | Illa del Sud — passant a l'est de la ciutat de Blenheim (a 4° 31′ S, 173° 58′ E / 4.517°S,173.967°E)            |
| 42° 0′ S, 174° 0′ E / 42.000°S,174.000°E  | Oceà Pacífic               | |
| 60° 0′ S, 174° 0′ E / 60.000°S,174.000°E  | Oceà Antàrtic              | |
| 77° 34′ S, 174° 0′ E / 77.567°S,174.000°E | Antàrtida                  | Dependència de Ross — reclamat per Nova Zelanda                                                                 |